# T37型水雷艇
T37型水雷艇（1941型艦隊水雷艇）とは、ナチス・ドイツ海軍が第二次世界大戦において建造を計画していた水雷艇である。
1943年から1945年にかけて15隻を建造予定であったが、完成を前にドイツが降伏した。
建造途中の艦は1945年から1946年にかけて解体された。

## 建造
ドイツ海軍は1942年11月25日にシハウ造船所にT37からT42を発注したが、タービンについては1941年8月に発注されていた。
さらに1943年6月12日にT43からT48の6隻が発注され、残りの3隻（T49からT51）は1944年1月11日に発注された。
すべて東プロイセンのエルブロンクにあるシハウ造船所で建造されたが、T51は起工前に発注がキャンセルされた。
ドイツ海軍は当初、T37は1945年の初めには完成すると想定していたが、労働力不足などにより建造は2～3か月遅れた。
1945年1月22日に停電や労働者の不足、東プロイセンに接近していたソビエト軍の侵攻により造船所は閉鎖された。
1月23日頃、T37、T38、T39はエルブロンクから曳航され、さらに西側の造船所で建造が進められた。
T37はブレーメンのデスチマーグ造船所で完成される予定だったが、終戦時にアメリカ海軍によってブレーマーハーフェンで発見され、その後の作業は行われなかった。
T38及びT39はキールに曳航され、デスチマーグに移送される予定であったがどちらの船でもそれ以上の作業は行われなかった。
T40は3月9日にエッカーンフェルデに向かって西に曳航されたが、12日、ダンツィヒ沖で座礁し、その後まもなく自沈した。

## 同型艦
| 艦名 | 起工                                | 進水                         | 進捗率 | 最後                                    |
| ---- | ----------------------------------- | ---------------------------- | ------ | --------------------------------------- |
| T37  | 1943年7月26日から10月10日まで       | 1944年2月19日から4月19日まで | 96.5%  | 1946年にアメリカ海軍によって自沈        |
| T38  | 1943年10月11日                      | 1944年4月19日から6月19日まで | 84%    | 1946年5月10日、イギリス海軍によって自沈 |
| T39  | 1943年10月10日から1944年2月19日まで | 1944年4月19日から6月19日まで | 76%    | 1946年5月10日、イギリス海軍によって自沈 |
| T40  | 1943年10月10日から1944年2月19日まで | 1944年8月7日から10月25日まで | 70%    | 1945年3月12日、誤って座礁しその後自沈   |
| T41  | 1943年10月10日から1944年2月19日まで | 進水せず                     | 66.5%  | 1945年3月に解体                         |
| T42  | 1943年10月10日から1944年2月19日まで | 進水せず                     | 58.5%  | 1945年3月に解体                         |
| T43  | 1944年2月19日から6月19日まで        | 進水せず                     | 48%    | 1945年3月に解体                         |
| T44  | 1944年2月19日から6月19日まで        | 進水せず                     | 40%    | 1945年3月に解体                         |
| T45  | 1944年2月19日から6月19日まで        | 進水せず                     | 35%    | 1945年3月に解体                         |
| T46  | 不明                                | 進水せず                     | 26%    | 1945年3月に解体                         |
| T47  | 不明                                | 進水せず                     | 23%    | 1945年3月に解体                         |
| T48  | 不明                                | 進水せず                     | 20.5%  | 1945年3月に解体                         |
| T49  | 不明                                | 進水せず                     | 8.2%   | 1945年3月に解体                         |
| T50  | 不明                                | 進水せず                     | 5.3%   | 1945年3月に解体                         |